# Huachicol
El huachicol o guachicol es una bebida alcohólica adulterada.  Esta palabra del español mexicano también se usa para nombrar al combustible (gasolina o diésel) adulterado o robado. Las personas que se dedican a la actividad ilícita de robar y adulterar combustible y bebidas alcohólicas en México se conocen como huachicoleros.

## Origen de la palabra
De acuerdo con los estudios de Arturo Ortega Morán, escritor mexicano especializado en el origen de las palabras y expresiones del castellano, la palabra huachicol proviene del latín «aquati», que significa «aguados». Durante el siglo XVI el término aquati aludía a una técnica empleada en la pintura, que consiste en diluir los pigmentos en agua. Al emplearse esta palabra en Francia se transformó en «gouache» conservando su significado. Posteriormente, al llegar el nombre de esta técnica a México durante el siglo XIX solía referirse a él como «pintar a la guach».
En esa época, a los vendedores de tequila y aguardiente que diluían las bebidas con agua para obtener más ganancias, se los comenzó a nombrar con el apelativo de guachicolero o huachicolero. De manera análoga, se comenzó a llamar así a los comerciantes de combustible que rebajaban con agua la gasolina o el petróleo para lograr mejores ganancias. Actualmente, la palabra huachicolero se utiliza para denotar a una persona dedicada al robo, traslado ilegal y venta de hidrocarburos.
También podría derivar de los tlachiqueros, personas encargadas de raspar el maguey para después extraer el aguamiel.

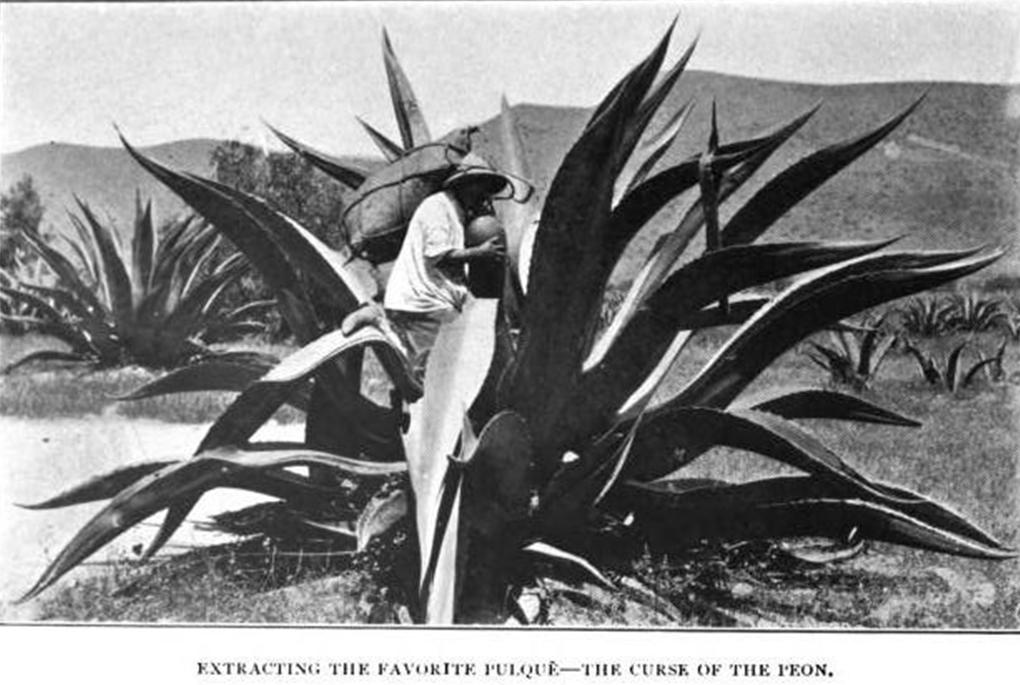
Tlachiquero con acocote en 1904.

## Preparación y uso de la bebida
Para su preparación, los huachicoleros pasaban por un cedazo el «mojadito», azúcar cúbica o caramelo que se quedaba pegado en las tuberías, le agregaban alcohol de caña, lo encendían y destilaban en un recipiente; ya fuera con té de canela, cáscaras de naranja, ciruelas de España o simple agua y lo bebían (Gastélum 1992).
En la preparación del huachicol se produce alcohol metílico debido a que la diversidad de los ingredientes añadidos y su proceso artesanal no garantizan una temperatura estable para su apropiada destilación. El consumo de estas bebidas adulteradas provocan en diferentes grados cefaleas, temblores, ceguera por daño del nervio óptico y la muerte (OMS ICD-10 2010).

## Contrabando de combustible
El huachicol, es una industria ilegal arraigada en México, el robo de combustible es el origen del fenómeno, pero con el tiempo se le fueron adhiriendo otros delitos, como el contrabando, la corrupción y el lavado de dinero. 
La Embajada de Estados Unidos en México reveló un complejo esquema de contrabando de combustibles que implica la exportación ilegal de crudo robado desde México hacia Texas, donde es refinado y posteriormente reintroducido al país como producto legal, a través de aduanas mexicanas. 
Recientes declaraciones aseguran que el robo de combustible a Petróleos Mexicanos y su tráfico hacia Estados Unidos se convirtió en la segunda fuente de ingresos para los principales grupos del crimen organizado en México, después del trasiego de drogas, esto fue revelado por el Departamento del Tesoro estadunidense. 
Las organizaciones criminales cártel Jalisco Nueva Generación CJNG, el cártel de Sinaloa y cártel del Golfo son las principales responsables del llamado huachicoleo, de acuerdo con el gobierno de la Estados Unidos. El petróleo crudo, así como gasolinas, son enviados a pequeñas compañías del lado norte de la frontera, en un esquema que genera ganancias multimillonarias y sobre el cual el Tesoro pide a los bancos una vigilancia especial para evitar lavado de dinero.    
En otra vertiente también se define como el combustible adulterado se diluye con diferentes sustancias para lograr un mayor beneficio financiero al venderlo y puede causar el desperfecto de los automotores en los que sea utilizado.